# Antodynerus radialis
Antodynerus radialis är en stekelart som först beskrevs av Henri Saussure 1856.  Antodynerus radialis ingår i släktet Antodynerus och familjen Eumenidae.

## Underarter
Arten delas in i följande underarter:
- A. r. flavozonatus
- A. r. levidensis
- A. r. revolutionalis